# Chimik-SKA Novopolock
 Chimik-SKA Novopolock je hokejový klub z Novopolocku, který hraje Běloruskou hokejovou ligu. Klub byl založen roku 1993. Jejich domovským stadionem je Novopolotsk Sport and Culture Palace Polimir s kapacitou 1250 lidí.